# Ramon Strauch Vidal
Ramon Strauch Vidal (Tarragona, 7 ottobre 1760 – Vic, 16 aprile 1823) è stato un vescovo cattolico spagnolo.

## Biografia
Nacque a Terragona il 7 ottobre 1769 da un soldato svizzero al servizio dell'esercito spagnolo. Si laureò in teologia all'università di Palma di Maiorca e vi rimase come docente di filosofia e teologia.
Abbracciò la vita religiosa ed entrò nei frati minori dell'Osservanza. Fu cappellano dell'esercito e ricoprì le cariche di ministro provinciale e rettore degli studi del suo ordine.
Durante l'occupazione francese pubblicò a Palma di Maiorca il periodico controrivoluzionario Semanario cristiano-político e tradusse la Histoire du clergé pendant la Révolution, dell’Abate Augustin Barruel. 
Fu eletto vescovo di Vic nel 1816 e ricevette la consacrazione a Barcellona il 12 gennaio 1817.
All’avvento del regime costituzionale dopo i moti del 1820 Strauch prese una netta posizione antiliberale e difese strenuamente le libertà ecclesiastiche contro le politiche anticlericali del nuovo governo. I liberali lo guardavano con crescente sospetto e lo accusavano di collusione con i partiti monarchici.
Nel gennaio 1821, dopo un duro scontro con il consiglio comunale di Vich, Strauch si ritirò per un certo periodo a Sant Boi de Lluçanès.
Nell'aprile del 1823 fu arrestato e portato alla Cittadella di Barcellona. Fu assassinato a colpi di arma da fuoco il 16 aprile 1823. Il suo cadavere venne lasciato sulla strada per due giorni.
Fin da subito Strauch fu considerato nella sua diocesi un martire della fede. Il processo ordinario sulla fama di martirio del vescovo fu aperto a Roma nel 1823.

## Genealogia episcopale
La genealogia episcopale è:
- Cardinale Scipione Rebiba
- Cardinale Giulio Antonio Santori
- Cardinale Girolamo Bernerio, O.P.
- Arcivescovo Galeazzo Sanvitale
- Cardinale Ludovico Ludovisi
- Cardinale Luigi Caetani
- Cardinale Ulderico Carpegna
- Cardinale Paluzzo Paluzzi Altieri degli Albertoni
- Papa Benedetto XIII
- Papa Benedetto XIV
- Cardinale Enrico Enriquez
- Arcivescovo Manuel Quintano Bonifaz
- Cardinale Francisco Antonio de Lorenzana y Butrón
- Vescovo Jerónimo María Torres
- Vescovo Pablo Sitjar Ruata
- Vescovo Ramon Strauch Vidal, O.F.M. Obs.